# Dominik Hrbatý
Dominik Hrbatý (n. 4 ianuarie 1978, Bratislava, Cehoslovacia) este un jucător profesionist slovac de tenis.